# خوش آمدی (فیلم ۲۰۰۸)
خوش آمدی 
(به تلوگویی: Swagatam) فیلمی محصول سال ۲۰۰۸ و به کارگردانی داساراد است. در این فیلم بازیگرانی همچون جاگاپاتی ببو، آنوشکا شتی، بومیکا چاولا، آرجون سارجا و سارات بابو ایفای نقش کرده‌اند.